# Jaguar (contre-torpilleur)
Pour les articles homonymes, voir Jaguar (homonymie).
Le Jaguar est un contre-torpilleur français de la classe Jaguar construit pour la Marine française dans les années 1920. Avant le déclenchement de la Seconde Guerre mondiale, il effectue l'essentiel de sa carrière en tant que navire amiral dans des unités de contre-torpilleurs. Le navire participe ensuite à l'escorte de convois dans l'océan Atlantique après le début du conflit en 1939 et est gravement endommagé lors d'une collision en janvier 1940. Cinq mois plus tard, une fois les réparations achevées, le Jaguar est envoyé dans la Manche lors des prémices de la bataille de France au mois de mai 1940. Il est torpillé le 23 mai par un E-boat allemand et doit s'échouer pour éviter le naufrage. Son épave est jugée irrécupérable et radiée.

## Description
Conçus pour rivaliser avec leurs homologues italiens de la classe Leone, les contre-torpilleurs de la classe Jaguar sont longs de 126,8 mètres et large de 11,1 mètres pour un tirant d'eau de 4,1 mètres. Chacun déplace 2 126 tonnes à vitesse normale et entre 2 980 à 3 075 tonnes à pleine charge. Ils sont propulsés par deux turbines à vapeur entraînant chacune une hélice et alimentées par cinq chaudières du Temple. Ces turbines, capables de fournir une puissance totale de 49 000 chevaux, permettent au bâtiment d'atteindre une vitesse maximale de 35,5 nœuds, soit 65,7 km/h. Durant ses essais à la mer le 18 mai 1926, les turbines du Jaguar atteignent même 57 850 chevaux et le navire file à 35,27 nœuds (65,32 km/h) pendant une heure. Chaque contre-torpilleur embarque également à son bord 530 tonnes de mazout ce qui lui donne une autonomie de 3000 nautiques à une vitesse de 15 nœuds (soit 5 600 km à 28 km/h). L'équipage est composé de 10 officiers et 187 officiers mariniers quarties-maître et matelots en temps de paix et de 12 officiers et 209 marins en temps de guerre. Caractéristique unique par rapport aux contre-torpilleurs de sa classe, le Jaguar est destiné à servir de navire amiral et dispose par conséquent d'aménagements spéciaux pour loger à son bord l'amiral et ses quatre officiers d'état-major.
L'artillerie principale des navires de la classe Jaguar consiste en cinq pièces simples de 130 mm modèle 1919 montés sur une tourelle simple, avec une paire de tourelles superposées à l'avant et à l'arrière de la superstructure et le cinquième canon situé sous la cheminée arrière. Les canons sont numérotés de 1 à 5 de la proue jusqu'à la poupe. L'armement antiaérien se compose de deux canons de 75 mm modèle 1924 à tourelle simple placés au milieu du navire. Chaque bâtiment dispose en outre de deux triples tubes lance-torpilles de 550 mm. Ces derniers sont équipés à l'arrière de deux rampes pour le lancement de grenades anti-sous-marines contenant au total vingt grenades pesant chacune 200 kg. L'ensemble est complété par quatre autres lanceurs à grenades abritant une douzaine d'explosifs de 100 kg chacun.

## Histoire
Le Jaguar, qui tire son nom du félin éponyme, est commandé le 18 avril 1922 à l'arsenal de Lorient. Sa construction commence le 24 août 1922 à la cale no 7 et il est lancé le 17 novembre 1923. Bien que le chantier ait été différé en raison des problèmes sur son dispositif de propulsion et des retards dans les livraisons des sous-traitants, il est achevé le 7 octobre 1926 et entre en service dans la Marine nationale à partir du 19 novembre. Avant même que le chantier soit entièrement finalisé, le navire participe à une croisière dans la mer Baltique au milieu de l'année 1926 et se rend au mois de décembre à Dakar, au Sénégal. Il effectue également une visite dans le port espagnol de Séville en avril 1927. Le mois d'après, le Jaguar fait partie des navires qui escortent le président de la République Gaston Doumergue à travers la Manche lors de sa visite officielle en Grande-Bretagne. Il accompagne ensuite le croiseur léger Lamotte-Picquet pendant son voyage à Dakar et à Buenos Aires entre juin et septembre. Le 1er mai 1928, le Jaguar devient le navire amiral du groupe de torpilleurs (renommée peu après en 1re flottille de torpilleurs) de la 1re escadre basée à Toulon. Deux mois plus tard, le bâtiment accueille à son bord le président Doumergue lors d'une revue navale au large du Havre le 3 juillet.
Le 10 mai 1930, le navire participe à la revue navale d'Alger pour les commémorations du centenaire du débarquement français en Algérie le 13 juin 1830. Les quatre lanceurs de grenades anti-sous-marines sont retirés en 1932. Presque deux ans plus tard, il est procédé à un remplacement des canons de 75 mm antiaériens par quatre mitrailleuses antiaériennes bitubes de 13,2 mm. Le Jaguar devient, le 5 juillet 1935, navire amiral de la 2e flottille de torpilleurs de la 2e escadre mouillée à Brest. Après avoir effectué leurs manœuvres, les escadres combinées de Brest et de Toulon, incluant le Jaguar, sont passées en revue dans la baie de Douarnenez par le ministre de la Marine François Piétri le 27 juin 1936. L'année suivante, le 27 mai 1937, le contre-torpilleur participe à une autre revue navale au large de Brest en présence d'Alphonse Gasnier-Duparc, le nouveau ministre de la Marine. Il est remplacé en tant que navire amiral le 26 septembre mais réassume brièvement cette fonction du 1er mars au 22 juin 1939 après que le Bison, son homologue de construction plus récente, ait été victime d'une collision.
Le Jaguar sert dans la 2e division de contre-torpilleurs avec le Chacal et le Léopard lorsque la Seconde Guerre mondiale éclate en septembre 1939. Entre octobre et décembre, le navire est à nouveau équipé de deux lanceurs de grenades anti-sous-marines et voit son canon no 3 supprimé. Le stock de grenades est réduit à douze grenades de 200 kg et huit grenades de 100 kg ce qui permet d'améliorer de façon significative la stabilité du navire. Le Jaguar est alors transféré aux Forces maritimes de l'Ouest où il reste d'octobre à janvier 1940 pour escorter des convois entre Gibraltar et Brest et entre Casablanca et Le Verdon-sur-Mer. Dans la nuit du 16 au 17 janvier 1940, il est accidentellement éperonné par le destroyer britannique Keppel. Un membre d'équipage français est tué dans la collision et la proue du Keppel pénètre dans les flancs du Jaguar jusqu'à sa ligne médiane. Ce dernier parvient cependant à regagner le port de Brest le 19 janvier afin d'entamer les réparations, qui se poursuivent jusqu'au mois de mai. Le Jaguar bénéficie entretemps de quelques améliorations techniques avec l'installation en mars d'un sonar « type 123 » de conception britannique qui est complété le mois suivant par du matériel de démagnétisation. Après le début de la bataille de France le 10 mai 1940, la 2e division de contre-torpilleurs est transférée dans la Manche afin de soutenir les forces britanniques qui y sont stationnées. Le 23 mai, alors qu'il entre dans le port de Dunkerque avec à son bord une équipe de démolition, le Jaguar est frappé par une torpille tirée par le E-boat S-21 ou S-23. 13 hommes sont tués et 23 autres blessés et le navire doit s'échouer à Malo-les-Bains pour éviter le naufrage. L'épave est par la suite jugée irrécupérable et radiée,.
67 personnes seront sauvées par les bateaux Monique-Camille et Matelot. Parmi ces rescapés on trouve le médecin du bord Hervé Cras dit Mordal qui réalisera ce jour un sauvetage individuel.